# Calle de Gasteiz
La calle de Gasteiz es una vía pública de la ciudad española de Vitoria.

## Descripción
La vía, que obtuvo el título actual en octubre de 1887, discurre desde la calle de Santa María, donde conecta con la de la Sociedad Vascongada hasta la de las Escuelas, donde entronca con el cantón de Santa Ana. Aparece descrita en la Guía de Vitoria (1901) de José Colá y Goiti con las siguientes palabras:

Calle de Gazteiz.—Nombre primitivo. Se le dió este título en 12 de octubre de 1887. Esta calle está enclavada entre las de Santa María y Escuelas, en la parte céntrica de «El Campillo.»
(Colá y Goiti, 1901, p. 36)

Venancio del Val la refiere en sus Calles vitorianas como una «de exiguas dimensiones». El nombre hace referencia a la aldea de Gasteiz, a partir de la cual se fundaría después la ciudad de Vitoria.